# اسنلستون
اسنلستون (به انگلیسی: Snelston) یک روستا و محله مدنی در بریتانیا است که در Derbyshire Dales واقع شده‌است. اسنلستون ۲۰۲ نفر جمعیت دارد.